# Sclafani Bagni
Sclafani Bagni ist eine italienische Gemeinde der Metropolitanstadt Palermo in der Autonomen Region Sizilien mit 369 Einwohnern (Stand 31. Dezember 2023).

## Lage und Daten
Sclafani Bagni liegt 89 km südöstlich von Palermo, im Südwesten des Naturpark Parco delle Madonie. Der Ort ist auf dem felsigen Gipfel eines Berges auf 813 Meter errichtet. Zwei Felsnadeln überragen die engen Gassen und Treppenwege von Sclafani Bagni. Auf einem sind die Reste eines Kastells zu sehen, auf dem anderen das Schloss.
Die Einwohner arbeiten hauptsächlich in der Landwirtschaft.
Die Nachbargemeinden sind Alia, Aliminusa, Caccamo, Caltavuturo, Castronovo di Sicilia, Cerda, Montemaggiore Belsito, Polizzi Generosa, Scillato, Valledolmo und Vallelunga Pratameno (CL).

## Geschichte
Das Dorf entwickelte sich ab dem 14. Jahrhundert um ein Kastell herum. 1952 erhielt der Ort den Beinamen Bagni, wegen der Thermalquellen, die schwefelhaltiges Wasser liefern.

## Sehenswürdigkeiten
Die 1848 gebaute Thermenanlage und die Thermalquelle liegt unterhalb (auf etwa 350 Meter) in nördlicher Richtung, nahe der SS 120. Die Anlage ist nicht mehr in Betrieb, das Gebäude ist stark verfallen. Man kann jedoch in einem Naturbecken, direkt unterhalb der Quelle, baden. Das Wasser kommt mit etwa 34 Grad Celsius an die Erdoberfläche.
Sonstige Sehenswürdigkeiten:
- Pfarrkirche SS. Maria Assunta, erbaut 1600
- Ruine des Kastells

## Söhne und Töchter der Gemeinde
- Tommaso Geraci (* 29. Juni 1931), Bildhauer und Medailleur